# Lars Lilja
Lars Ivan Gottfrid Lilja (ur. 3 listopada 1954 w Vännäs) – szwedzki polityk Szwedzkiej Socjaldemokratycznej Partii Robotniczej, który był członkiem Riksdagu w latach 1995-1998 i jest ponownie od 2001 roku.